# Alejandro Galindo (piłkarz)
Alejandro Miguel Galindo (ur. 5 marca 1992 w Chinautli) – gwatemalski piłkarz pochodzenia kolumbijskiego występujący na pozycji środkowego pomocnika, reprezentant Gwatemali, od 2023 roku zawodnik Municipalu.

## Kariera klubowa
Galindo urodził się w miejscowości Chinautla w departamencie Gwatemala. Jest synem Gwatemalczyka i Kolumbijki, jednak nie poznał swojego ojca. W wieku 10 lat został ściągnięty przez swoją matkę do Kolumbii, gdzie zamieszkał z nią w miasteczku Agua de Dios. Uczęszczał do Escuela Miguel Rizzo, trenując w szkolnej drużynie piłkarskiej. Początkowo występował na pozycji napastnika. Jako dwunastolatek dołączył do akademii juniorskiej klubu Independiente Santa Fe ze stołecznej Bogoty, gdzie przeszedł przez wszystkie kategorie wiekowe. Przez kilka miesięcy występował w drugoligowych rezerwach klubu – drugoligowym Atlético Juventud.
W pierwszej drużynie Galindo zadebiutował za kadencji trenera Néstora Otero, w marcu 2011 w meczu krajowego pucharu z Bogotą (0:0). W Categoría Primera A po raz pierwszy wystąpił 21 maja 2011 w wygranym 1:0 spotkaniu z Realem Cartagena. Do pierwszego zespołu Santa Fe włączył go na stałe szkoleniowiec Wilson Gutiérrez, jego były przełożony z rezerw. Kilka miesięcy później wywalczył z Santa Fe tytuł mistrza Kolumbii (Apertura 2012), lecz nie zanotował wówczas żadnego ligowego występu. Niedługo potem doznał poważnej kontuzji kolana, w wyniku którego musiał pauzować przez blisko półtora roku, a jego rozwój został znacznie zahamowany. Na koniec rozgrywek został wystawiony przez Santa Fe na listę transferową.
W sierpniu 2013 Galindo podpisał trzyletni kontrakt z gwatemalskim potentatem CSD Municipal. W gwatemalskiej Liga Nacional zadebiutował 9 października 2013 w wygranej 2:0 konfrontacji z Malacateco. Niebawem doznał jednak kolejnej kontuzji kolana, w wyniku której musiał przejść operację, a Municipal rozwiązał z nim umowę. W lipcu 2014 odszedł do ligowego beniaminka Antigua GFC. W jego barwach 29 kwietnia 2015 w przegranym 1:2 pojedynku z Halcones strzelił pierwszego gola w lidze gwatemalskiej. Od razu został podstawowym pomocnikiem zespołu, imponując talentem, warunkami fizycznymi, siłą i techniką. Wraz z Antiguą zdobył cztery mistrzostwa Gwatemali (Apertura 2015, Apertura 2016, Apertura 2017, Clausura 2019), pierwsze w historii klubu.
W czerwcu 2019 Galindo został zawodnikiem Comunicaciones FC, zaś w lutym 2021 podpisał umowę z Cobán Imperial.

## Kariera reprezentacyjna
W seniorskiej reprezentacji Gwatemali Galindo zadebiutował za kadencji selekcjonera Evera Hugo Almeidy, 25 kwietnia 2012 w przegranym 0:1 meczu towarzyskim z Paragwajem. Premierowego gola w drużynie narodowej strzelił 5 września 2019 w wygranym 10:0 spotkaniu z Anguillą w ramach Ligi Narodów CONCACAF 2019/2020. W tych samych rozgrywkach zdobył jeszcze trzy bramki – jedną w pierwszym meczu z Portorykiem (5:0) i dwie w rewanżu z Portorykiem (5:0). 
W listopadzie 2020 Galindo wraz z Jorge Aparicio i Carlosem Mejíą został odsunięty od reprezentacji przez selekcjonera Amariniego Villatoro za złamanie wewnętrznego regulaminu drużyny – opuścili oni zgrupowanie i udali się na imprezę. Gwatemalski Związek Piłki Nożnej wykluczył za to zachowanie całą trójkę piłkarzy ze wszystkich rozgrywek klubowych i reprezentacyjnych na dwa lata. Ostatecznie kara została w drugiej instancji skrócona do trzech miesięcy.